# Noshir Sheriarji Gowadia
Noshir Sheriarji Gowadia (n. 11 aprilie 1944, Bombay, India) este un inginer proiectant indiano-american; unul dintre creatorii bombardierului invizibil B-2 Spirit, în timpul carierei sale la Northrop, a fost arestat în 2005 pentru spionaj-așa cum au dovedit acuzațiile federale, și este în așteptarea procesului în instanța de judecată a districtului federal.
Guvernul Statelor Unite ale Americii l-a acuzat pe Gowadia de vânzarea de informații clasificate către Guvernul Republicii Populare Chineze și pentru trimiterea informațiilor clasificate către persoane din Germania, Israel și Elveția. Pe 9 august 2010 el a fost învinuit de United States District Court for the District of Hawaii în 14 din 17 capete de acuzare. La 24 ianuarie 2011 a fost condamnat la 32 de ani de închisoare.

## Biografie
Gowadia s-a născut în India, dar a imigrat în SUA și acum este un cetățean naturalizat al SUA. S-a alăturat companiei Northrop in noiembrie 1968 și a continuat să lucreze aici până în aprilie 1986. Ca inginer proiectant, Gowadia a fost declarat unul din principalii proiectanți ai bombardierului invizibil B-2 Spirit, care a conceput noul design al întregului sistem de propulsie al bombardierului B-2 și s-a autointitulat ca ’’părinte al tehnologiei care protejează bombardierul invizibil B-2 de rachetele atrase de temperaturi ridicate. În 1999, a pus bazele N.S Gowadia, Inc., propria sa companie de consultanță.
În octombrie 2005, a fost audiat de două ori de autorități și casa lui de milioane de dolari din Hawaii a fost percheziționată. Mai târziu, în aceeași lună, a fost arestat și acuzat pentru divulgare de informații secrete de apărare, unor părti neautorizate. Conform procurorilor, cele mai multe informații erau legate de proiectul B-2 și cel puțin opt țări străine au prezentat documente legate de tehnologia B-2. Într-o declarație sub jurământ, Gowadia a admis transmiterea informațiilor clasificate și a declarat că a făcut asta ’’pentru a demonstra credibilitatea tehnologiei potențialilor clienți într-o viitoare afacere.’’ Gowadia a fost reținut fără drept de eliberare pe cauțiune.
Pe 26 octombrie 2005, a fost arestat, capul de acuzație fiind ’’comunicarea, trimiterea sau transmiterea informațiilor de apărare națională către persoane neautorizate să le dețină, informații care l-au determinat pe posesor să creadă că ar putea fi folosite pentru prejudicierea SUA sau pentru a avantaja o putere străină’’ de către Curtea SUA a Districtului Hawaii.
Pe 8 noiembrie 2006, marelui juriu federal din Honolulu i-au revenit cele 18 capete de acuzare împotriva lui Gowadia. Conform unui comunicat de presă al Departamentului de Justiție:
Acuzarea îl învinovățește pe Gowadia pentru ’’efectuarea de servicii substanțiale de apărare pentru Republica Populară Chineză prin acceptarea de a proiecta și de a finisa un sistem al duzei de eșapament greu observabil al rachetei de croazieră, capabil de a o transforma într-una mai putin susceptibilă de detectare și interceptare.
Primul cap de acuzare împotriva lui Gowadia se referă la încălcarea Legii privind controlul exportului de armament prin intrarea într-un acord ilegal pentru proiectarea și asistarea la testare a duzei rachetei de croaziera. Al doilea cap îl acuză pe Gowadia de realizarea unui act esențial constând în efectuarea unui serviciu de apărare pentru Republica Populara Chineză fără a obține mai întâi aprobarea necesară de acordare a licenței din partea Departamentului de Stat al SUA. Noile capete de acuzare descriu șase călătorii făcute de Gowadia în Republica Populară Chineză cu scopul de a discuta, de a proiecta și a testa duza rachetei de croazieră și prezintă contactele prin intermediul adreselor de email ascunse, dintre Gowadia și co-conspiratori numiți, unul din ei este presupus a fi un reprezentant al Biroului de Experți Străini al Republicii Populare a Chinei. De asemenea, noile acuzări descriu călătoria secretă a lui Gowadia și intrarea sa în China continentală cu scopul de a asista Repupublica Populară Chineză la dezvoltarea duzei de evacuare.
De asemenea, trei capete de acuzare împotriva lui Gowadia privesc comunicarea de bunăvoie a informațiilor clasificate privind apărarea națională către reprezentanții Republicii Populare Chineze cu intenția de a fi folosite în avantajul Republicii Populare Chineze sau de a aduce prejudicii Statelor Unite ale Americii.
Fiecare din aceste acuzații ar putea conduce la condamnare pe viață, fiind posibilă și pedeapsa cu moartea, daca anumite criterii legale sunt îndeplinite și o amenda maximă de până la 250 000$ sau dublul câștigului brut provenit din încălcarea legii. Alte doua capete de acuzare se referă la comunicarea de bunăvoie a informațiilor clasificate de apărare națională care ar putea fi folosite în avantajul Republicii Populare Chineze sau pentru prejudicierea Statelor Unite către persoane din Republica Populară Chineză neautorizate să le dețină.
Gowadia a fost de asemenea acuzat pentru ajutorul acordat în proiectarea tehnologiei invizibile pentru rachetele chinezești și pentru spălare de bani. Procesul său a fost programat pe 10 iulie 2007, dar a fost amânat până pe 12 februarie 2008, a trebuit să fie realizată o verificare a antecedentelor noului avocat al lui Gowadia de către Departamentul de Justiție a Statelor Unite, pentru a-i permite utilizarea informațiilor clasificate ca probe 
în proces. A fost raportat mai tarziu că procesul a fost amânat până în octombrie și apoi amânat din nou, până pe 21 ianuarie 2009. Cea mai recenta dată a procesului, 5 mai 2009, a fost amânată cu încă patru-cinci luni, pentru a se determina dacă Gowadia este incompetent din punct de vedere mental.
În noiembrie 2009, experții în psihologie ai avocatului apărării, au încercat să demonstreze că Gowadia suferă de tulburări de personalitate narcisistă, dar magistratul american Kevin S.C. Chang a afirmat într-o hotărâre emisă vineri, 20 noiembrie, că depozițiile celor doi martori ai apărării – Richard Rogers, profesor de psihologie medico-legală la Universitatea din Nordul Texasului și Dr. Pablo Stewart, profesor de psihiatrie la Universitatea din California, San Francisco – nu sunt credibile. Reticența pârâtului de a se consulta foarte bine cu avocații nu echivalează cu incapacitatea de a face acest lucru, a declarat Chang. Această relație dificilă între pârât și avocații săi nu poate reprezenta un motiv pentru a găsi pârâtul incompetent, a adăugat Chang. Judecătorul Susan Oki Mollway poate accepta sau respinge recomandarea lui Chang.